# Иринарх (Попов)
Епископ Иринарх (в миру Яков Дмитриевич Попов; 23 октября (3 ноября) 1790, село Долгое, Курский уезд, Курское наместничество — 25 сентября (7 октября) 1877, Рязань) — епископ Русской православной церкви, архиепископ Рязанский и Зарайский. Проповедник Магистр Санкт-Петербургской духовной академии.

## Биография
Родился 23 октября 1790 года в селе Долгом Курского уезда в семье священника.
С 1804 года обучался в Курской семинарии.
В 1814 году поступил в Петербургскую духовную академию.
18 июля 1817 году окончил курс Петербургской академии со степенью кандидата богословия.
1 августа того же года пострижен в монашество; 6 августа — рукоположён во иеродиакона, а 8 августа — во иеромонаха.
24 июля 1818 году назначен инспектором Орловской семинарии. 16 сентября утверждён в степени магистра.
18 июня 1819 года послан в Милан к домовой церкви маркизы Терцы, урождённой княгине Голицыной.
В августе 1824 году перемещён в Императорскую Российскую миссию во Флоренции.
В 1827 году переведён служить настоятелем посольской церкви в Риме.
В феврале 1831 года назначен архимандритом Ярославского Толгского монастыря.
В январе 1833 года послан с миссией в Грецию к церкви в Афинах.
В 1835 году возвратился в Россию. Награждён орденом Владимира 3-й степени.
3 мая 1836 года хиротонисан во епископа Старицкого, викария Тверской епархии.
15 сентября 1836 года назначен епископом Рижским, викарием Псковской епархии.
Служение Иринарха (до епископства) за границей развило в нём замечательное умение обращаться с людьми и в трудных обстоятельствах держать себя с достоинством. Эти-то качества особенно потребовались при его служении в Риге.
Прежде всего он приступил к обращению старообрядцев к единоверию. Его стараниями в Риге был основан первый единоверческий приход. При епископе Иринархе в среде латышей-лютеран началось движение за переход в православие. Главной причиной было желание крестьян Прибалтики освободиться из-под гнёта помещиков-лютеран. Но действия его вызывали недовольство среди немецких баронов, не желавших укрепления православия среди латышей. Генерал-губернатор барон Матвей Пален в 1841 году начал ходатайствовать о перемещении владыки из Риги, видя именно в нём угрозу лютеранству и власти немецкого дворянства в Прибалтийском крае. На Иринарха посыпались доносы, его обвиняли в том, что он является виновником якобы начинающегося бунта против правительства. В конфликт вмешалась центральная власть, и епископу Иринарху было вынесено порицание. Указом императора Николая I в конце июля 1841 года ему было запрещено принимать от латышских крестьян прошения. Но поток просителей не прекращался. Так, 4 августа несколько латышей с прошениями о присоединении их семей к православию, добивавшиеся аудиенции у архиерея, были арестованы. В рапорте Синоду от 22 августа 1841 года епископ Иринарх сообщал: «Узнав достоверно, что изъявляющие желание присоединиться к православию преследуются без всякой пощады, особенно на местах своего жительства, я тотчас прекратил принятие прошений о присоединении». Указом от 15 сентября 1841 года Синод повелел Епископу Иринарху «остановиться принятием прошений от лифляндских крестьян о присоединении их к православной Церкви до прекращения возникших между ними беспорядков».
Однако клеветнические доносы не прекращались. 5 октября 1841 года император Николай I повелел епископу Иринарху немедленно отправиться в Псков и оставаться там в ведении епархиального начальства до дальнейших распоряжений. Из Пскова епископ Иринарх был отправлен в Псково-Печерский монастырь. Был вывезен из Риги почти как «арестант». Удаление епископа Иринарха из Риги многие крестьяне воспринимали с горечью и сожалением, так как «видели в нём своего защитника», некоторые из них приезжали к нему во Псков и Печерскую обитель. Узнав об этом, граф Пален приказал оцепить монастырь войсками. В итоге следствие пришло к выводу, что действия архиерея и православного духовенства в Лифляндии были безукоризненными.
28 октября 1841 года назначен епископом Острогожским, викарием Воронежской епархии.
12 января 1842 году назначен епископом Вологодским.
С 12 ноября 1844 года — епископ Кишинёвский. Вице-президент Тюремного комитета.
14 апреля 1845 года возведён в сан архиепископа.
17 марта 1858 года перемещён на кафедру Каменец-Подольскую.
20 декабря 1863 года переведён на Рязанскую кафедру.
29 августа 1867 года уволен на покой по болезни в Рязанский Спасский монастырь.
В 1868 года переведён в Рязанский Троицкий монастырь.
Скончался 25 сентября 1877 года. Погребён в Рязанском Троицком монастыре.

## Сочинения
- Семь слов о вере оправдывающей, о необходимости добрых дел в деле спасения, о расположении потребных в молитве и о некоторых условиях молитвы. М., 1868.
- Слова на некоторые праздничные и высокоторжественные дни. М., 1868.
- Поучительные слова на воскресные дни: Т. 1-2. М., 1866.
- Слова на девять воскресных дней, начиная с недели перед Рождеством до недели всех святых и в неделю пред Воздвижением. М., 1868.
- Поучительные слова на катехизис Православной церкви, как-то: на Символ веры, молитву Господню, заповеди Божии и евангельские блаженства: Ч. 1-4. М., 1868.
- Беседы на некоторые воскресные дни. М., 1868.
- Письма (к гр. Павлову). Риж. еп. вед., 1889, № 15, 16, 24, Ряз. еп. вед., 1898, № 7-8, с. 287.
- Историч. очерк православн. церкви в греч. королевстве, 1836.
- Проповеди (изданные в нескольких томах). Рязан. еп. вед., 1870, № 7; Странник, 1869, март; 1873, январь, с. 169.
- О положении правосл. церкви в Греции. (Христианское чтение, 1893, сентябрь, октябрь).